# Not to Be
Pour les articles ayant des titres homophones, voir Note2be et Note to be.
Not to Be est un roman de Christine Angot paru chez L'Arpenteur-Gallimard en 1991.

## Résumé
Un homme. Il est dans la dernière phase d'une maladie mortelle. 
Prostré sur un lit d'hôpital il essaye de garder son esprit en vie : phrases venues de l'extérieur, souvenirs, bruits de télévision, de musique... s'entremêlent dans son esprit : « La question est dans ma chair. Les médecins ne comprennent pas. Je suis prostré, muet. 
À l'hôpital, complètement muet. Je bouge très peu, en fait je rampe. Je reçois des visites, ne réponds pas. - Il doit garder du bruit dans la tête, nous savons qu'il entend... - Qu'il se récite des poèmes, des phrases qui lui sont restées! - La voix des gens, il faut qu'il pense... Un vide dans sa tête aurait l'effet d'une embolie. »

## Éditions
- Not to Be, L'Arpenteur-Gallimard, 1991 - rééd. Gallimard, coll. « Folio ».